# Landkreis Mainz-Bingen
Landkreis Mainz-Bingen is een Landkreis in de Duitse deelstaat Rijnland-Palts. De Landkreis telt 211.525 inwoners (31 december 2020) op een oppervlakte van 605,85 km². Kreisstadt is de stad Ingelheim am Rhein.

## Steden en gemeenten
(Inwoners op 31 december 2020)
Verbandsfreie gemeenten/steden:
- 1. Bingen am Rhein, Große kreisangehörige Stadt * (25.736)
- 2. Budenheim (8.596)
- 3. Ingelheim am Rhein, Große kreisangehörige Stadt (35.161)

Verbandsgemeinden met hun bijbehorende gemeenten (Bestuurszetel van de Verbandsgemeinde *):
- 1. Verbandsgemeinde Bodenheim

1. Bodenheim * (7.787)
2. Gau-Bischofsheim (2.223)
3. Harxheim (2.393)
4. Lörzweiler (2.345)
5. Nackenheim (5.707)

- 2. Verbandsgemeinde Gau-Algesheim

1. Appenheim (1.386)
2. Bubenheim (820)
3. Engelstadt (738)
4. Gau-Algesheim, Stadt * (6.873)
5. Nieder-Hilbersheim (654)
6. Ober-Hilbersheim (969)
7. Ockenheim (2.715)
8. Schwabenheim an der Selz (2.572)

- 3. Verbandsgemeinde Heidesheim am Rhein

1. Heidesheim am Rhein * ()
2. Wackernheim ()

- 4. Verbandsgemeinde Nieder-Olm

1. Essenheim (3.578)
2. Jugenheim in Rheinhessen (1.588)
3. Klein-Winternheim (3.624)
4. Nieder-Olm, Stadt * (10.208)
5. Ober-Olm (4.527)
6. Sörgenloch (1.266)
7. Stadecken-Elsheim (4.847)
8. Zornheim (3.853)

- 5. Verbandsgemeinde Rhein-Nahe
[Bestuurszetel: Bingen am Rhein]

1. Bacharach, Stadt (1.878)
2. Breitscheid (146)
3. Manubach (311)
4. Münster-Sarmsheim (3.023)
5. Niederheimbach (778)
6. Oberdiebach (842)
7. Oberheimbach (527)
8. Trechtingshausen (1.016)
9. Waldalgesheim (4.162)
10. Weiler bei Bingen (2.608)

- 6. Verbandsgemeinde Rhein-Selz

1. Dalheim (1.020)
2. Dexheim (1.425)
3. Dienheim (2.224)
4. Dolgesheim (987)
5. Dorn-Dürkheim (974)
6. Eimsheim (534)
7. Friesenheim (708)
8. Guntersblum (3.817)
9. Hahnheim (1.533)
10. Hillesheim (681)
11. Köngernheim (1.335)
12. Ludwigshöhe (554)
13. Mommenheim (3.093)
14. Nierstein, Stadt (8.441)
15. Oppenheim, Stadt * (7.582)
16. Selzen (1.527)
17. Uelversheim (1.076)
18. Undenheim (3.006)
19. Weinolsheim (679)
20. Wintersheim (280)

- 7. Verbandsgemeinde Sprendlingen-Gensingen

1. Aspisheim (863)
2. Badenheim (632)
3. Gensingen (3.938)
4. Grolsheim (1.254)
5. Horrweiler (798)
6. Sankt Johann (839)
7. Sprendlingen * (4.266)
8. Welgesheim (586)
9. Wolfsheim (798)
10. Zotzenheim (618)

Appenheim ·
Aspisheim ·
Bacharach ·
Badenheim ·
Bingen am Rhein ·
Bodenheim ·
Breitscheid ·
Bubenheim ·
Budenheim ·
Dalheim ·
Dexheim ·
Dienheim ·
Dolgesheim ·
Dorn-Dürkheim ·
Eimsheim ·
Engelstadt ·
Essenheim ·
Friesenheim ·
Gau-Algesheim ·
Gau-Bischofsheim ·
Gensingen ·
Grolsheim ·
Guntersblum ·
Hahnheim ·
Harxheim ·
Heidesheim am Rhein ·
Hillesheim ·
Horrweiler ·
Ingelheim am Rhein ·
Jugenheim in Rheinhessen ·
Klein-Winternheim ·
Köngernheim ·
Lörzweiler ·
Ludwigshöhe ·
Manubach ·
Mommenheim ·
Münster-Sarmsheim ·
Nackenheim ·
Nieder-Hilbersheim ·
Nieder-Olm ·
Niederheimbach ·
Nierstein ·
Ober-Hilbersheim ·
Ober-Olm ·
Oberdiebach ·
Oberheimbach ·
Ockenheim ·
Oppenheim ·
Sankt Johann ·
Schwabenheim an der Selz ·
Selzen ·
Sörgenloch ·
Sprendlingen ·
Stadecken-Elsheim ·
Trechtingshausen ·
Uelversheim ·
Undenheim ·
Wackernheim ·
Waldalgesheim ·
Weiler bei Bingen ·
Weinolsheim ·
Welgesheim ·
Wintersheim ·
Wolfsheim ·
Zornheim ·
Zotzenheim